# Barouéli
Barouéli est une ville et une commune rurale malienne, chef-lieu du cercle de Barouéli dans la région de Ségou.

## Géographie
La localité de Barouéli est située sur la route régionale RR10 à 88 km, au sud-ouest du chef-lieu régional Ségou. 
|             | Boidié   | Konodimini |
| Dinandougou | Barouéli | Sanando    |
|             | Kalaké   | Konobougou |

## Villages
La commune s'étend sur 43 localités relevées lors du recensement général de 2009. 
Les villages les plus peuplés sont :
- Barouéli (12 492 habitants) ;
- Bébé (1 588 habitants) ;
- Siémona (1 572 habitants).

La loi 2023-007 attribue à la commune 42 villages, fractions ou quartiers :
- Barouéli
- Dioni
- Djigani Wéréba
- Miala

## Politique
| Année | Maire élu         | Parti politique |
| ----- | ----------------- | --------------- |
| 2004  | Aguibou Sylla     | Adéma           |
| 2009  | Hamidou Tounkara  | Adéma-Pasj      |
| 2016  | Cheickna Tounkara | URD             |

## Sports
L'Association Sportive Bakaridjan de Barouéli est un club de football.
-FC lafiabougou au quartier lafiabougou le plus grand club de la commune depuis cinq ans 
- FC djoulabougou
- As Médine
- FC Kakorota
- EDM S A
- Marseille
- Espoir de Baroueli
- Baroueli kanu

## Personnalités
- Cheick Misbahou Wagué, né à Barouéli (1950).